# Five Nights at Freddy's: Into the Pit
Five Nights at Freddy's: Into the Pit és un joc de terror d'acció i aventures en píxel art i en 2D  inspirat en la història conegut amb el mateix nom, "Into the Pit", el joc va ser creat partir del la sèrie de llibres Fazbear Frights. El seu llançament va ser 7 d'agost de 2024, com a part de les celebracions del desè aniversari de Five Nights at Freddy's .Basat en la història de Scott Cawthon  i Elley Cooper, el juelgo és una adaptació de la novel·la gràfica. Desenvolupat per Mega Cat Studio, exigeix que els jugadors investiguin Freddy Fazbear's Pizza per a reunir pistes i resoldre el misteri de l'estranya pizzeria i el secret que viu en ella, mentre evita al Conill Groc. El joc te de regreso en el temps a través d'un portal secret en la piscina de pilotes d'una pizzeria en decadència. Has de resoldre endevinalles, reunir pistes i escapar de la criatura animatrónica que et persegueix a través de tots dos universos, amb la finalitat de salvar als teus amics, família i aconseguir escapar o destruir del animatronico misteriós

## Resum
Five Nights at Freddy's: Into the Pit és la nova entrada de la franquícia Five Nights at Freddy's i sent el primer joc a adaptar una història dels seus extensos llibres. El títol permet els jugadors experimenter el primer conte de la sèrie Fazbear Frights, "Into the Pit". S'han van fer alguns canvis per a adaptar el joc del llibre a una experiència interactiva, com la divisió de la narrativa i modificacions en la història i els zinc nits clàssiques. No obstant això, altres addiccions ofereixen un enfocament més profund per a explorar la narrativa, permetent que el joc "Into the Pit" crear nous enforques per a transformar el joc en una cosa única.
Into the Pit recrea de manera original tota la història del llibre original, la seva interpretació més fidel i destacada del conte original, encara que te una audiència diferent del del llibre. La responsabilitat de presentar la franquícia a una nova audiència no limita els seves referències, permetent el títol incorpori una sèrie d'elements narratius i ambientals que el connecten amb univers més ampli de FNAF. En fer-*ho, expandeix el paper de la història original, arrelant més profundament la tradició, els personatges i els secrets de la sèrie en la prop de Oswald el nostre protagonista.

## Desenvolupament
Un joc no compartit per Scott Cawthon, es va filtrar al gener de 2024: Un tràiler d'un joc basat en la història de Fazbear Frights: Into the Pit. Va mostrar un nou enfocament del joc de FNAF en estil de 16 bits, amb jugabilitat de desplaçament lateral ambientada en Jeff's Pizza.
Scott Cawthon es va dirigir al subreddit de FNAF per a abordar la filtració. "No és necessari mantenir tot en secret", va escriure. "Està bé! Sí, Vaig intentar guardar silenci sobre aquest tema per un temps més, però ara que ha sortit, està bé. He estat treballant en això des de fa un temps, de fet, i estic molt orgullós del producte final. Serà un joc del desè aniversari!".
Al juny de 2024, Five Nights at Freddy’s: Into the Pit, desenvolupat per Mega Cat Studios, va ser compartit per a les consoles PS5, Xbox Sèries, PS4, Xbox One i PC. A principis d'agost, es va dur a terme l'esdeveniment del desè aniversari de FNAF, on es van programar diverses activitats. Entre l'1 i el 8 d'agost hi hauria seqüeles, spin-offs, productes i fins a l'anunci de la segona pel·lícula de FNAF, i el 8 d'agost es llançaria Five Nights at Freddy's: Into the Pit.

## Llançament
[modifica]
Five Night at Freddy's: Into the Pit havia estat programat per a ser llançat el 8 d'agost de 2024, el dia del llançament del primer joc de FNAF. No obstant això, amb l'accident del joc que es va llançar abans al Japó, el joc va ser llançat més tard. Després va ser llançat el 7 d'agost de 2024, després compartit amb el Japó, per a la consola Nintendo Switch  i després va ser llançat a tots, només per a PC, el 27 de setembre va ser llançat per a altres mitjans de consola PlayStation 5, Xbox Sèries, PlayStation 4., Xbox One i Nintendo Switch .

### Jugabilitat
Five Nights at Freddy's: Into the Pit té un altre format de joc presentat, diferent d'altres jocs de la franquícia. amb un format de vista lateral, el jugador explorar escenaris, durant cinc nits, amb desafiaments i recollint pistes, mentre escapes del Conill Groc, més conegut com "Spring Bonnie" per la comunitat. Aquest enfocament requereix que el jugador s'amagui en cofres, armaris i sota les taules. A més, és necessari parar esment a les decisions al llarg de la campanya, ja que cada elecció pot influir en el destí de la família del personatge i dels seus fills del passat, donant lloc a múltiples finals.

## Història
Seguim a un nen anomenat Oswald, amb només deu anys, Qui necessita que succeeix una cosa interessant a la seva ciutat?. Després d'amagar-se en una vella i bruta piscina de pilotes en la seva pizzeria local, Oswald es troba misteriosament transportat a través del temps i emergeix en Freddy Fazbear's Pizza . Si bé, al principi, aquest descobriment és interessant i divertit., finalment descobreix que una cosa sinistra està succeint dins de l'estrany establiment i Es troba en perill i necessita trobar una manera de sobreviure. Desafortunadament, Oswald arriba el fatídic dia en què Spring Bonnie va assassinar a sis nens, la qual cosa el va obligar a fugir de retorn a la piscina de pilotes.
Després d'intentar explicar-li al seu pare tota la situació, però Spring Bonnie surt de la piscina, arrossegant al seu pare al passat i reemplaçant-lo en el present. Amb Spring Bonnie perseguint-ho, Oswald deu Necessitat de trobar solucions per a sortir de casa., tornar al passat i posar fi a la cadena d'esdeveniments que va començar.
Five Nights at Freddy's: Into the Pit va rebre crítiques positives En l'agregador de ressenyes Metacritic, que té una manera d'assignar una qualificació de 0 a 100 de publicacions professionals, el joc roman una mitjana ponderada de 87 per a la seva versió per a PC, basat en 9 ressenyes professionals.
en el lloc web Steam, Five Nights at Freddy's: Into the Pit s'actualment té una mitjana de 95% o 10 sobre 10, mostrant crítiques "extremadament positives". i molts ho van elogiar per la seva atmosfera esborronadora i la seva esgarrifosa interpretació de la franquícia Five Nights at Freddy's .
Hannah Adkins de Comicbook li va donar 5 de 5 estrelles en la seva ressenya, qualificant-ho considerant un dels millors de la franquícia en els últims anys. Hannah va descriure el joc com a "ple de suspens, interactiu i divertit".
Brie Hoban de Game Rant va elogiar el joc, qualificant-lo de "excepcional per a la franquícia" i va escriure que "amb els seus esplèndids gràfics, rica fluïdesa de joc i un so inquietantment realista, El títol el delata tot i més, marcant el desè aniversari de FNAF amb una experiència com cap altra". abans."
Marc Catalano de Keengamer, d'altra banda, li va donar un 7 sobre 10, assenyalant en el seu ressenya que "A alguns els agradarà, uns altres ho ignoraran com sempre ho fan.", i va seguir amb "El joc té molta grandesa, especialment en el so i el disseny de personatges, però realment flaqueja al final amb poc augment d'esglais i cap resolució que valgui la pena".

### Vendes
En el seu llançament, per a la versió per a PC, Five Nights at Freddy's: Into the Pit, ho va tenir genial 6636 jugadors jugant al mateix temps en la plataforma Steam el 7 d'agost de 2024.  En total, el joc té una estimació de 241.000 jocs venuts en steam, fins a 11. Al novembre de 2024, s'estima que el joc va guanyar més de més de 3,5 milions d'ingressos bruts .

## Impacte
Després de l'èxit de crítica i públic de Five Nights at Freddy's: Into the Pit, és d'esperar que Mega Cat Studios pot portar més jocs inspirats en la franquícia de Five Nights at Freddy's. Brad Lang de Screen Rant va declarar: "Atès que la segona pel·lícula d'acció real debutarà en 2025, Tindria sentit llançar més jocs d'aquests llibres, ja que tenim una altra pel·lícula esperant. Queda per veure si això succeirà o no". ".
La desenvolupadora Mega Cat Studios, responsable del joc,Vaig obtenir tot el reconeixement de tots els jugadors. Siddharth Patil de "sportskeeda" va gaudir del joc i va comentar: "Si Mega Cat Studios té la intenció de refer l'antologia Fazbear Frights, Estaré esperant tot el temps que necessitis".  Game Pressure va identificar la cura posada en els gràfics del joc i va assenyalar que "el disseny gràfic de Five Night at Freddy's: Into the Pit es va crear utilitzant la tècnica del píxel art, arts que Mega Cat sap molt bé com treballar en això" Hannah Adkins de Comicbook va apreciar la gran cura de Mega Cat en Into the Pit, demostrant aclamació i citant: "Animació i genial per a tots els altres jocs, estic ansiosa i esperançada per tot el que passi., sinó que també tinc l'esperança que puguem veure'ls continuar llançant jocs Five Nights at Freddy's".